# Dworzec (rejon miński)
Dworzec (biał. Дварэц, ros. Дворец) – wieś na Białorusi, w obwodzie mińskim, w rejonie mińskim, w sielsowiecie Łochowska Słoboda.
Znajdowała się tu kaplica filialna parafii św. Stanisława Męczennika w Karoliszczewiczach.